# Huntley Gordon
Pour les articles homonymes, voir Gordon.
Huntley Gordon, né le 8 octobre 1879 à Montréal (Québec), et mort le 7 décembre 1956 à Van Nuys, en Californie, est un acteur canadien. 
Il a servi dans l’armée de son pays pendant la Première Guerre mondiale entre fin 1916 et 1918. Il est enterré dans le cimetière de Forest Lawn Mémorial Park de Glendale, dans le même État.

## Biographie
Huntley Gordon commence sa carrière pendant le conflit mondial de 1914-1918 en tant qu’acteur dès 1916. Son premier film, tourné pendant son engagement en Angleterre où il était basé, possédait comme arrière-plan le conflit de la Première Guerre. Après sa démobilisation, il est sollicité par des studios hollywoodiens qui recherchaient des acteurs au regard suave et à l’allure élégante et distinguée, adaptés pour les films muets. Toujours demandé par Hollywood pendant la période des films parlants à la fin des années 1920, Huntley Gordon a voyagé entre l’Angleterre et les États-Unis pour tourner plus de cent vingt films avec les studios de la Metro-Goldwyn-Mayer Inc.
Il se retire dans les années 1940 pour se réorienter vers la fabrication des bas de soie, affaire lucrative grâce aux restrictions de la Seconde Guerre mondiale. On l'entendra souvent dans des interviews radiophoniques canadiennes et anglaises.
Il meurt d'une crise cardiaque.

## Filmographie partielle
- 1916 : The Conflict : Henry Mortimer
- 1916 : His Wife's Good Name : Harry Weatherby
- 1916 : Justice a la Carte :
- 1916 : The Destroyers : Peter God
- 1916 : The Beloved Impostor : Dick Mentor
- 1916 : The Eleventh Commandment : Robert Stanton
- 1918 : The Million Dollar Dollies : Tom Hylan
- 1918 : Men : Tom Courtney
- 1918 : Our Mrs. McChesney : T.A. Buck, Jr.
- 1919 : La Bande à Paulette (Too Many Crooks) de Ralph Ince
- 1919 : Le Phare dans la tempête (Out Yonder) de Ralph Ince : Edward Elmer
- 1919 : The Glorious Lady de George Irving
- 1920 : Enchantment : Fairy Tale King
- 1920 : Red Foam : Arnold Driscoll
- 1920 : The Dark Mirror : Dr. Phillip Fosdick
- 1920 : On demande un mari (The Frisky Mrs. Johnson) d'Edward Dillon
- 1921 : At the Stage Door : Philip Pierce
- 1921 : L'Ombre du passé (The Girl from Nowhere) de George Archainbaud
- 1921 : Society Snobs : Duane Thornton
- 1921 : Chivalrous Charley : Geoffrey Small
- 1921 : Enchantement (Enchantment) de Robert G. Vignola : Fairy Tale King
- 1921 : Man Wanted :
- 1922 : Why Announce Your Marriage ? d'Alan Crosland : M.. Walton
- 1922 : Le Foyer en péril (What's Wrong with the Women?) de Roy William Neill : Lloyd Watson
- 1922 : Beyond the Rainbow : Bruce Forbes
- 1922 : His Wife's Husband : Henry Packard
- 1922 : Reckless Youth de Ralph Ince : Harrison Thornby
- 1922 : What Fools Men Are : Bartley Claybourne
- 1923 : Chastity : Darcy Roche
- 1923 : Le Vertige du plaisir (Pleasure Mad) de Reginald Barker : Hugh Benton
- 1923 : La Huitième Femme de Barbe-Bleue (Bluebeard's Eighth Wife) de Sam Wood : John Brandon
- 1923 : Famous Mrs. Fair : Jeffrey Fair
- 1923 : Your Friend and Mine : Hugh Stanton
- 1923 : Her Fatal Millions : Fred Garrison
- 1923 : Cordelia the Magnificent : D. K. Franklin
- 1923 : The Wanters : Theodore Van Pelt
- 1923 : The Social Code : Juge Evans Grant
- 1924 : Daring Love
- 1924 : Mon homme (Shadows of Paris) de Herbert Brenon
- 1924 : Silence sacré (True as Steel) de Rupert Hughes : Frank Parry
- 1924 : Wine de Louis Gasnier : John Warriner
- 1924 : The Enemy Sex : Juge Massingale
- 1924 : Married Flirts : Pendleton Wayne
- 1925 : La Rançon (The Great Divide) de Reginald Barker : Philip Jordan
- 1925 : The Love Hour : Rex Westmore
- 1925 : La Frontière humaine (Never the twain shall meet) de Maurice Tourneur : Mark Mellenger
- 1925 : The Wife Who Wasn't Wanted : John Mannering
- 1925 : Golden Cocoon : Gregory Cochrane
- 1925 : My Wife and I : M.. Stuart Borden
- 1926 : The Truthful Sex :	Robert
- 1926 : Silken Shackles : Howard Lake
- 1926 : Golden Web : Roland Deane
- 1926 : Lost at Sea : Richard Lane
- 1926 : The Gilded Butterfly : John Converse
- 1926 : Her Second Chance : Juge Jeffries
- 1926 : Other Women's Husbands :	Philip Harding
- 1927 : Don't Tell the Wife : John Carter
- 1927 : One Increasing Purpose : Andrew Paris
- 1927 : Sensation Seekers : Ray Sturgis
- 1928 : Sally's Shoulders :
- 1928 : Outcast : Hugh
- 1928 : Their Hour : M.. Shaw
- 1928 : Name the Woman : Marshall
- 1928 : Sinners in Love : Ted Wells
- 1928 : Un certain jeune homme (A Certain Young Man) de Hobart Henley : M.. Hammond
- 1928 : Les Nouvelles Vierges (Our dancing daughters) de Harry Beaumont : Père de Diana
- 1928 : Gypsy of the North : Steve Farrell
- 1929 : Scandal :	Burke Innes
- 1929 : Melody Lane : Juan Rinaldi
- 1929 : The Marriage Playground de Lothar Mendes :	Cliff Wheater
- 1930 : Movietone Follies of 1930 : Marvin Kingsley
- 1930 : Anybody's Woman : Grant Crosby
- 1932 : L'Express fantôme (The Phantom Express) d'Emory Johnson
- 1932 : The King Murder :
- 1932 : Broadway to Cheyenne :
- 1932 : Sally of the Subway :
- 1932 : Speed Madness de George Crone :
- 1932 : Cabaret de nuit (Night World) de Hobart Henley : Jim
- 1932 : The Red-Haired Alibi : Kente
- 1932 : The All American : Harcourt
- 1932 : The Midnight Warning : M.. Gordon
- 1933 : Justice Takes a Holiday :
- 1933 : Only Yesterday :
- 1933 : Corruption : D.A.
- 1933 : The World Gone Mad : Osborne
- 1933 : Racetrack : Attorney
- 1933 : Sailor Be Good :	M.. Whitney
- 1933 : Secrets de Frank Borzage : William Carlton
- 1934 : Dancing Man : Mason
- 1934 : Embarrassing Moments : Runyon
- 1934 : Bombay Mail : Burgess
- 1934 : Their Big Moment : John Farrington
- 1935 : The Irish in Us : Homme
- 1935 : The Spanish Cape Mystery : Kummer
- 1935 : Murder by Television : Dr. Scofield
- 1935 : It Happened in New York : Hotel Manager
- 1935 : Page Miss Glory : Radio Officielle
- 1935 : Front Page Woman : Marvin Q. Stone
- 1936 : Daniel Boone de David Howard : Sir John Randolph
- 1936 : Yours for the Asking : Clark Bering
- 1936 : Follow the Fleet : Touring Officer
- 1936 : Klondike Annie : Clinton Reynolds
- 1937 : Crime en haute mer (China Passage) d'Edward Killy : Arthur Trent
- 1937 : Pension d'artistes (Stage Door) de Gregory La Cava : Acteur de la pièce de théâtre
- 1937 : Idol of the Crowds : Harvey Castle
- 1937 : Portia on Trial : Dr. Thorndike
- 1938 : Gangster's Boy : Principal Benson
- 1938 : Professor Beware : M.. Capell
- 1939 : Mr. Wong in Chinatown de William Nigh : Davidson
- 1940 : Phantom of Chinatown : Wilkes
- 1940 : The Lady with Red Hair : John

## notes et références
1. ↑  Acte de baptême de Huntley Ashworth Gordon de Montréal, année 1880. Baptisé le 17 janvier 1880 et né le 8 octobre 1879, en ligne sur le site Cinéartistes.